# لورن لی اسمیت
لورن لی اسمیت (انگلیسی: Lauren Lee Smith؛ زادهٔ ۱۹ ژوئن ۱۹۸۰) هنرپیشه اهل کانادا است. از فیلم‌ها یا برنامه‌های تلویزیونی که در آن نقش داشته می‌توان به با من بخواب، هیندنبورگ، آسیب‌شناسی، ترفند درمان، دختر وارد یک بار می‌شود و سی‌اس‌آی اشاره کرد.